# Крискент
Крискент (Криск) — апостол від сімдесяти, супутник і учень апостола Павла. Павло, перебуваючи у Римі, під час свого другого ув'язнення, згадує про нього у другому Посланні до Тимофія: «Бо Димас мене кинув, цей вік полюбивши, і пішов до Солуня, Крискент до Галатії, Тит до Далматії. ». Це єдина згадка про Крискента в Новому Заповіті.
Церковний переказ, ґрунтуючись на словах Павла про те, що Крискент пішов у Галатію, вважає, що він міг би піти з Риму за дорученням апостола Павла для розповсюдження Євангелія серед галатів, де пізніше став єпископом. Враховуючи, що заснування Галатійської церкви належить Павлу (див. його Послання до Галатів) вважається, що Крискент був родом із Галатії, де і став його учнем.
У деяких церковних авторів (Епіфаній, блаженний Феодорит, Євсевій) існує думка, що Крискент був спрямований не в Галатію, а в Галлію.
Ім'я Крискента фігурує в списках єпископів Майнца, що є пізнішою вставкою.
Крискент прийняв мученицьку смерть за правління Траяна. У Синаксарії про нього сказано: « ... про блаженного Крискента апостол (Павло) пише: Крискент вирушив до Галатії. Святий Крискент був єпископом Халкідона в Галатії ».
Пам'ять апостола Крискента в православній церкві відбувається 12 серпня (30 липня за старим стилем) і 17 січня (4 січня за старим стилем) в день Собору апостолів від сімдесяти, в католицькій церкві — 27 червня.